# Estudio de radio
Los estudios de radio son muy similares a los estudios de grabación, especialmente al tipo de estudios de producción que no son normalmente utilizados en vivo. Este tipo de estudio generalmente tiene todo el equipamiento que tendría cualquier otro estudio de grabación de audio, particularmente si se encuentra en una gran estación, o en una cadena que reúne a un grupo de estaciones radiales.
Los estudios de radiodifusión también utilizan muchos de los principios, como el aislamiento acústico con adaptaciones adecuadas a la naturaleza del uso del aire en vivo. Tal equipamiento incluye comúnmente un híbrido telefónico para colocar las llamadas telefónicas al aire, un códec POTS para la recepción de radiodifusiones remotas, una alarma de "aire muerto" para la detección inesperada de silencio, y un retardador de radiodifusión para eliminar todo tipo de palabrotas que puedan llegar a darse. En los Estados Unidos, las estaciones con licencia de radiodifusión FCC también deben tener un decodificador de Red de Alerta de Emergencia (básicamente en el estudio), y en el caso de estaciones a toda potencia, un codificador que pueda interrumpir la programación en todos los canales que transmite la estación a fin de emitir alertas urgentes.
También se utilizan computadoras personales para reproducir publicidades radiales, jingles, sonidos amortiguadores para dar lugar al corte publicitario, frases grabadas, llamadas telefónicas, efectos sonoros, reportes del tráfico y del clima, y ahora una completa automatización de radiodifusión para cuando no hay nadie cerca. Para los shows, un productor y/o un asistente en una sala de control realiza la puesta al aire del show, incluyendo el servicio de call screening y ubicando nombres y asuntos de las personas que llaman en una cola, de manera que el conductor pueda ver la lista y hacer una apropiada introducción con los oyentes. Las voces de los ganadores de los concursos (o consignas) radiales pueden ser también editadas en el momento y colocarlas al aire en uno o dos minutos luego que hayan sido grabadas.
Adicionalmente, pueden interconectarse consolas digitales de mezclas vía Ethernet, o separar audio en dos partes, con entradas y salidas conectadas a una máquina de audio "rackmount", y una o más superficies de control y/o computadoras conectadas por puerto serie, permitiendo al productor controlar el show desde cualquier punto del estudio. Con Ethernet y audio vía IP (en vivo) o FTP (grabado), también se permiten accesos remotos, de modo que los DJs puedan hacer shows desde un estudio vía ISDN o en la Internet. Se requieren conexiones de audio adicionales para la conexión estudio/transmisora para todas las estaciones en el aire, antenas parabólicas para enviar y recibir shows, y para el webcasting o podcasting.